# Шпагинська сільська рада
Шпа́гинська сільська рада (рос. Шпагинский сельский совет) — сільське поселення у складі Зоринського району Алтайського краю Росії.
Адміністративний центр — селище Шпагино.

## Населення
Населення — 922 особи (2019; 1023 в 2010, 945 у 2002).

## Склад
До складу сільської ради входять:
| Населений пункт  | Населення, осіб (2002) | Населення, осіб (2010) |
| ---------------- | ---------------------- | ---------------------- |
| Батунна, селище  | 131                    | 129                    |
| Батунний, селище | 280                    | 278                    |
| Загонний, селище | 26                     | 33                     |
| Шпагино, селище  | 508                    | 583                    |